# Tranosema mendicae
Tranosema mendicae är en stekelart som beskrevs av Horstmann 1987. Tranosema mendicae ingår i släktet Tranosema och familjen brokparasitsteklar. Inga underarter finns listade i Catalogue of Life.